# OPEN Act
Zakon o zaštiti i primeni trgovanja na internetu (engl. Online Protection and Enforcement of Digital Trade Act (OPEN)), poznat i kao H.R.3782, je predložen krajem 2011. godine u Kongresu Sjedinjenih Američkih Držаvа od strane senatora Rona Vajdena (engl. Ron Wyden), demokrate i Darela Ise (engl. Darrell Issa), republikanca, kao alternativa za zakon o sprečavanju piraterije na internetu (engl. Stop Online Piracy Act (SOPA)) i zakon za zaštitu intelektualne svojine (engl. Protect Intelectual Property Act (PIPA)).
Tekst zakona je dostupan za javnost na veb sajtu keepthewebopen.com, koji predstavlja akt u celini. Sajt je vlasništvo Darela Ise, jednog od najznačajnijih kritičara SOPA i PIPA, i koji traži od ljudi da na njemu komentarišu zakon, kao i da daju svoja mišljenja, sugestije i kritike u cilju unapređenja zakona.
OPEN Act se bazira na dva ključna principa:
1. Amerikanci imaju pravo na korist od svega što su napravili.
2. Amerikanci imaju pravo na slobodan Internet.

OPEN Act predlaže da nosioci prava na intelektualnu svojinu upućuju peticiju Međunarodnoj trgovačkoj komisiji (engl. International trade commission (ITC)) koja bi onda pokretala istragu o tome da li je jedina svrha stranog sajta na kome se nalaze sporni sadržaji povreda autorskih prava. Iako bi se tako mnogi procesi odužili, procesi protiv “najgorih” sajtova po tom pitanju, poput “The Pirate Bay”-a bi bili rešavani za par dana.
Kako sajtovi čiji operateri nisu namerno povređivali autorska prava postavljanjem spornih sadržaja ne bi bili pod istragom, OPEN Act se fokusira isključivo na sajtove koji su svojevoljno i namerno učinili prekršaj. To znači da sajtovi koji sadrže malu količinu spornog materijala ne bi bili predmet istrage.

## Istorijat
OPEN Act je predložen kao alternativa za PIPA, i odobren od strane pravosudnog komiteta američkog senata u maju 2011, i usko je povezan sa SOPA koju je predložio predsednik pravosuđa Lamar Smit (engl. Lamar Smith) u novembru. Nakon pocetnog opisa zakona , koga su napravili 11 advokata, demokrate i republikanaci zajedno, nacrt zakona je objavljen 8. decembra, nedelju dana pre predstavljanja SOPA.
Vajden je predstavio OPEN Act u Senatu, 17. decembra, 2011. godine zajedno sa Džerijem Moranom(engl. Jerry Moran) iz Kanzasa i Marijom Kantvel (engl. Maria Cantwell) iz Vašingtona. Isa i 25 saradnika su predstavili OPEN Act 18. januara u predstavničkom domu (engl. House of Representatives), istog dana kad su na internetu bili mnogi protesti visokoprofilnih sajtova kao što je Vikipedija.
Sredinom januara 2012, sluzbenici Bele Kuće, Viktorija Espinel (engl. Victoria Espinel), Aniš Čopra (engl. Aneesh Chopra) i Hauard Šmit (engl. Howard Schmidt) su kao odgovor na brojne protestne peticije u koje je Bela Kuća primila u vezi sa SOPA I PIPA, izjavili: “Svaki pokušaj borbe protiv internet piraterije ne sme ometati zakonite internet aktivnosti i ne sme biti prepreka poslovanjima velikih i malih preduzeća. Moramo izbeći nove internet pretnje, kao i ometanje postojeće arhitekture interneta”. Upravo ova izjava stavlja OPEN Act u prvi plan kao alternativu za SOPA i PIPA.

## Poređenje sa SOPA i PIPA
Osnovna razlika između OPEN Acta i ostala dva zakona koja su prouzrokovala mnoge kritike je to da OPEN Act tačno određuje koje vladine agencije bi bile odgovorne za borbu protiv internet piraterije.
SOPA i PIPA su pisane tako da daju ovlašćenja američkom državnom tužiocu moć da zatraži sudski nalog za obaranje stranih sajtova kada su ti sajtovi optuženi za pirateriju od strane nosilaca autorskih prava, npr. Holivud i filmska industrija. Jednom kada je strani sajt optužen za pirateriju, sve američke kompanije su primorane da raskinu veze sa njim, kao i svi transferi novca i reklamiranja preko njega. Takođe, obavezno je uklanjanje linkova ka sajtu od strane Gugla, Fejsbuka i Tvitera, uključujući tu i linkove koji su korisnici postavljali. Sem toga, SOPA i PIPA omogućavaju obaranje celog sajta, čak iako samo jedna strana na njemu ima sadržaj koji krši prava, pritom ne ispitujući motive postavljanja spornog sadržaja na sajt, ili uopšte znanje autora sajta da je dotičan sadržaj zaštićen autorskim pravima.
PIPA predlaže rezoluciju koja bi blokirala pristup određenim domenima (engl. domain name resolution), dok SOPA predlaže strožu kontrolu, odnosno širi uticaj na mreže internet provajdera kako bi se tim sajtovima “sprečo pristup svojim predstavnicima na tlu Sjedinjenih Američkih Drzava”, i to pomoću blokiranja IP adrese, i inspekcije paketa.
OPEN Act se razlikuje po tome što predlaže da umesto ministarstva pravde, Međunarodna Trgovačka Komisija bude odgovorna za borbu protiv internet piraterije. Međunarodna Trgovačka Komisija se već bavi svim slučajevima uvoza stranih artikala koji kršenja autorska prava, kao i razrešenjem sporova oko patenata, tako da se čini prirodnim da kompanija bude zadužena i za borbu protiv internet piraterije, odnosno sa sajtovima koji krše autorska prava. Komisiji bi bila data ovlašćenja da prikuplja takse od podnositelja zalbi i da zaposli dodatne kadrove radi istraživanja. Nakon što ITC bude obaveštena da određeni strani sajt sadrži sadržaj zaštićen autorskim pravima, dotični sajt se obavezno prvo mora upozoriti da ukloni sporni sadržaj, dok bi primenom SOPA, sajt bio oboren bez upozorenja. Ukoliko žalba ne bi bila uvažena od strane sajta, ITC bi primorala kompanije da prekinu svaki kontakt sa sajtom, ali, za razliku od SOPA i PIPA, linkovi ka sajtu koji nude pretraživači interneta ne bi bili uklonjeni.
OPEN Act takođe predviđa da bi akcije koje kompanije primoravaju da prekinu kontakte sa stranim sajtom mogle biti preduzete isključivo ukoliko sajt ima samo svrhu piraterije, ili usku delatnost koja u stvari služi za prikrivanje piraterije.
Zagovornici OPEN Act-a ga opisuju na KeepTheWebOpen veb sajtu kao način da se zaštite prava umetnika, poput SOPA ili PIPA, ali za razliku od njih OPEN Act ne daje policiji nova ovlašćenja na internetu, nije protiv slobode interneta u zatvorenim društvima, i štiti legalna poslovanja i inovacije na internetu, društvene medije i legalne veb sajtove. Oni kažu da njihov predlog zakona, za razliku od ostalih osigurava da se sporovi o intelektualnoj svojini rešavaju od strane eksperata, i da će se usmeriti na stvarne kriminalce. Takođe, kritikuju SOPA ali ne i PIPA što nije uspela da završi procese protiv osuđenih sajtova.
U diskusiji na Capitol Hill-u, Isa je izjavio da OPEN ima više sponzora nego SOPA kada ju je predstavio republikanac Lamar Smit u oktobru. Na listi sponzora OPEN-a je 24 ljudi, većinom demokrata, što je duplo više nego broj ljudi koji je sponzorisao SOPA, odnosno 12
Ubrzo posle predstavljanja OPEN Act-a, Smit je dao podužu izjavu: "OPEN Act povećava birokratiju i neće zaustaviti IP krađe. Takođe, on stvara rupe koje čine internet još više otvorenim za strane lopove koji kradu Američku tehnologiju i IP, a pritom ne štiti preduzeće, proizvode, potrošače i intelektualnu svojinu."
Smit je takođe naveo da su definicije navedene u OPEN Act-u preuske, i da bi sajtovima poput The Pirate Bay-a bilo omogućeno da se provuku nekažnjeni. Takodje je prigovorio na tezu da se ITC bavi sporovima o pirateriji, istakavši da se sporovi o intelektualnoj svojini nalaze u nadležnosti sudova još od osnivanja nacije.
Ipak, Isa i Vajden ne odustaju. "OPEN je efikasno rešenje protiv stranih sajtova koji kradu svojinu američkih umetnika" izjavio je Isa, dok je Vajden jedan od najzaslužnijih za držanje PIPA zaglavljenim u pravnom sistemu proteklih 6 meseci.

## Reakcije na OPEN Act
OPEN je dobio podršku od internet tehnoloških giganta kao što su Gugl, Fejsbuk, LinkedIn, Tviter, Jahu i ostali, dok SOPA i PIPA podržavaju filmska i muzicka industrija. Motion Pictures Association se žali u saopštenju da zakon slabo napada Internet pirateriju. Prema izjavama koje se mogu čuti iz raznih kompanija iz Silikonske doline, Holivudova čvrsta i moćna podrška SOPA u kući Reprezentativaca, i PIPA u Senatu je jedan od najsigurnijih pokazatelja da ova filmska industrija polako ali sigurno umire, i da se ovakvim postupcima hvata za slamku spasa. “Ljudi koji vode Holivud su toliko zli i politički povezani da mogu da načine mnogo povreda građanskih sloboda i štete svetskoj privredi podrzavajuci zakone poput PIPA i SOPA”, piše u postu na http://ycombinator.com.
Potrošačka elektronska zajednica (engl. Consumer Electronics Association) je pohvalila ljude koji stoje iza OPEN Act-a, navodeći da je zakon “brz i efikasan način da se ugase piratski sajtovi bez oštećivanja legalnih kompanija i bogaćenja advokata na sudskim procesima ” Zakon je takođe pohvalila i kompjutersko – komunikacijska industrijska zajednica. Guglov advokat za autorska prava, Fred fon Loman(engl. Fred von Lohmann) je u ime svoje kompanije izjavio: “Smatramo da je praćenje toka novca koji podržava strane piratske sajtove osetljivo mesto za početak istrage. Takav početak je bio uspešan u praćenju prekookeanskog klađenja. Bili smo jasni članovima komiteta kada smo rekli da podržavamo ovaj zakon”
OPEN Act-u se suprotstavila Američka filmska zajednica (engl. Motion Picture Association of America). Potpredsednik filmske zajednice za globalnu politiku i inostrane poslove, Majkl O’Liri(engl. Michael O'Leary) je na blogu zajednice napisao da OPEN Act dozvoljava kompanijama da profitiraju tako što će zastupati strane piratske sajtove u sudskim postupcima protiv američkih vlasnika autorskih prava. Štaviše, zakon privlači neke od tih kompanija da pomažu piratskim sajtovima u procesu odbrane. Filmska zajednica odbacuje bilo koji zakon koji ne uspeva da Amerikancima blokira pristup The Pirate Bay-u ili BitTorrent-u koji je preživeo progon u svojoj matičnoj zemlji, Švedskoj, i koji uporno odbija da ukloni informacije o nelegalnim materijalima sa pretraživača. Darel Isa tvrdi da bi OPEN Act mogao biti efikasan protiv takvih sajtova, tako što bi napadao čak i prekookeanske reklamne mreže koje obezbeđuju reklame na sajtu, mada je moguće da sajtovi prežive i bez reklamiranja
Elektronska Graničarska Fondacija (engl. Electronic Frontier Foundation) je navela da OPEN Act rešava većinu najočiglednijih propusta koji se pojavljuju u SOPA i PIPA, ali je takođe rekla da nastavlja da pregleda i analizira nacrt zakona. Javno znanje (engl. Public Knowledge) smatra da je OPEN Act značajno poboljšanje, i da bi se njime izbegla “osvetnička pravda” od strane njegovih rivala. Viši politički savetnik centra za demokratiju i tehnologiju, Erik Son(engl. Eric Sohn) je rekao da predlog zakona pažljivo cilja na prave “loše momke” , one koji svesno podstiču sveopšte kršenje prava, dok sa druge strane, isključuje platforme opšte namene i socijalne mreže. Finansijsko fokusiranje OPEN Act-a na “loše momke” bi ih ostavio bez finansijskih sredstava, što bi bilo daleko učinkovitije umesto uzaludnog i skupog mešanja u internet adresni sistem.
Izvršna direktorka Saveza Autorskih Prava(engl. Copyright Alliance), Sandra Aistars(engl. Sandra Aistars), je OPEN Act nazvala nepraktičnim za pojedinačne umetnike i stvaraoce, koji bi se onda sporili u Vašingtonu umesto u nadležnim institucijama sopstvenih država u periodu do 18 meseci. Prema Isi, proces bi bio mnogo brži za sajtove koji ne uspeju da odgovore i učestvuju u ITC procesu. Isa je takođe napomenuo da ITC ima “raketnu etiketu” što u tom slučaju znači da se procesi brže odvijaju nego na sudu. Pišući za Hafingtonske novine (engl. Huffington Post), Aistars tvrdi da zakon stavlja više prepreka za individualne umetnike nego za stranke u sporu oko patenata, i da je to jedna od stvari koje bi se morale promeniti u tekstu zakona.
Profesor prava Erik Goldmen (Eric Goldman) je razmotrio zakon u detalje za Tehnološku Umetnost (engl. Ars Technica), nalazeći da zakon “ima mana ali da se to može popraviti za razliku od SOPA-ine odvratne i nesumnjive osobine da samo naplaćuje kazne”, i pritom hvaleći zakon zbog njegove fokusiranosti na inostranu trgovačku politiku. Ipak, Goldman je upozorio na to da strani konkurenti mogu preuzeti poslove američkih provajdera platnih usluga i reklamnih mreža, kao i da zakon omogućava istovremene domaće i strane pravne akcije sa ITC-ovim pravnim postupcima, što otvara vrata novim zloupotrebama.
Forbs (engl. Forbes) je objavio članak koji OPEN Act opisuje kao politički neodrživ, i da nije dobra alternativa jer je to pokušaj da se višegodišnji trud izbriše, i da se sve vrati na početnu tačku.
Ipak, u prilog OPEN Act-u ide naslov Njujork Tajmsa (engl. The New York Times): OPEN Act daje moćne nove alatke vlasnicima autorskih prava da zaštite sami sebe. Dugačak je put do zaštite kompanija na internetu.

## Zaključak
Bez obzira šta investicione firme, tehnološke kompanije, Holivud ili Vašington misli, piraterija neće nestati i budućnost otvorenog interneta i dalje nije sigurna sa SOPA-om i PIPA-om, barem po misljenju vecine. Ironično je da, usred sve rasprave i meteža, američka vlada je oborila MegaUpload i optužila njegove operatore sa Novog Zelanda za pirateriju. Akcija pokazuje zašto nam ne treba SOPA na prvom mestu, ističe Toni Bredli (engl. Tony Bradley) sa PcWorld.com.
U znak odmazde za akciju vlade, hakerska grupa Anonimus preuzela je odgovornost za napade koji su “odsekli” sajtove koji vode Universal Music, Američko ministarstvo pravde, kao i udruženje muzičke industrije Amerike.
Jasno, ovo napeto pitanje neće biti rasvetljeno u skorije vreme, ali OPEN Act može biti dobra alternativa da se ljudi zbliže, na istoj strani.

## Zagovornici OPEN Act-a
Sledeći članovi Kongresa podržavaju OPEN Act
Senat
- Ron Vajden
- Marija Kantvel
- Džeri Moran
- Mark Varner (engl. Mark Warner)

Predstavnički dom
- Darel Isa
- Džon Kembel (engl. John B. T. Campbell III)
- Džejson Čafets (engl. Jason Chaffetz)
- Lojd Dodžet (engl. Lloyd Doggett)
- Majkl Dojl (engl. Michael F. Doyle)
- Ana Ešu (engl. Anna Eshoo)
- Blejk Farenhold (engl. Blake Farenthold)
- Majkl Honda (engl. Michael Honda)
- Zoe Lofgren (engl. Zoe Lofgren)
- Dotis Macui (engl. Doris O. Matsui)
- Džared Polis (engl. Jared Polis)
- Džeki Spajer (engl. Jackie Speier)
- Majk Tompson (engl. Mike Thompson)
- Timoti Džonson (engl. Timothy V. Johnson)
- Fortni Pir Stark (engl. Fortney Pete Stark)
- Džejms Lengvin (engl. James R. Langevin)
- Patrik MekHenri (engl. Patrick T. McHenry)
- Džordž Miler (engl. George Miller)
- Denis Ros (engl. Dennis A. Ross)
- Džejms Sensbrener (engl. James F. Sensenbrenner Jr.)
- Als Hastings (engl. Alcee L. Hastings)
- Spenser Bahus (engl. Spencer Bachus)
- Kejt Elison (engl. Keith Ellison)
- Raul Grijalva (engl. Raul M. Grijalva)
- Piter Defacio (engl. Peter A. DeFazio)
- Lin Vulsi (engl. Lynn C. Woolsey)

## Spoljašnje veze
- Kroćenje Interneta, Svet Kompjutera, br. 329, 2/2012
- Dan kada smo odbranili Internet, Svet Kompjutera, br. 329, 2/2012
- keeptheweb#OPEN (језик: енглески)
- OpenCongress - U.S. Congress (језик: енглески)
- SOPA, PIPA Stalled: Meet the OPEN Act, PcWorld (језик: енглески)
- Tekst OPEN Act-a, U.S. Government Printing Office (језик: енглески)
- It’s Evolution, Stupid Peter Sunde, koosnivač The Pirate Bay-a - Wired News (језик: енглески)
- The OPEN Act Becomes Truly Open, WebProNews (језик: енглески)
- The OPEN Act Introduced; Can It Kill SOPA and PIPA?, Talking Points Memo (језик: енглески)